# F. Xavier Medina
Francesc Xavier Medina Luque (n. Barcelona, 1968) es un investigador español especializado en antropología de la alimentación y las relaciones entre alimentación y salud. Es PhD en Antropología Social por la Universidad de Barcelona, y autor de una quincena de libros y varias publicaciones científicas sobre alimentación. Formó parte del equipo redactor de la candidatura de la dieta mediterránea como Patrimonio de la Humanidad de la UNESCO, lograda en noviembre de 2010.

## Biografía
De orígenes vascos, nació en Barcelona el 29 de octubre de 1968. Estudió antropología social por la Universidad de Barcelona y al acabar la carrera emigró a Suiza como antropólogo en un yacimiento arqueológico. En 1991 volvió a Barcelona por una plaza en el Instituto Catalán de Estudios Mediterráneos –actual Instituto Europeo del Mediterráneo (IEMed)–, y en el 2009 se introduce en la Universidad Abierta de Cataluña (UOC) para dirigir el departamento de Estudios Alimentarios. A lo largo de su carrera ha llevado a cabo trabajos de campo en España, principalmente País Vasco y Cataluña, Argentina, Hungría y Zimbabue. También es investigador en el proyecto FoodLab, y director de la cátedra Food Culture and Development de la UNESCO.
Entre 2009 y 2010 participó, a propuesta de la Fundación Dieta Mediterránea, en la redacción de la candidatura oficial de la «dieta mediterránea» para adscribirse en la Lista Representativa del Patrimonio Cultural Inmaterial de la Humanidad de la UNESCO.
Ha sido reconocido con el Premio Andrés de Irujo del Gobierno Vasco (2002) y el Gourmand World Cookbook Award (en tres ocasiones, 2005, 2012 y 2013). Asimismo, forma parte del Comité técnico del Basque Culinary World Prize, que otorga premios a proyectos de carácter social y alimentario.

## Publicaciones

### Libros
- 1997: Los otros vascos: las migraciones vascas en el siglo XX. Editorial Fundamentos. ISBN 84-245-0765-7. OCLC 39195551.
- 2002: Vascos en Barcelona: etnicidad y migración vasca hacia Cataluña en el siglo XX. Servicio Central de Publicaciones del Gobierno Vasco. ISBN 84-457-1915-7.
- 2005: Food culture in Spain (en inglés). Greenwood Press. ISBN 978-1-4294-7434-4. OCLC 144588264.

Como coautor:
- 1996, vvaa: La alimentación mediterránea. Ed. Icaria. ISBN 84-7426-288-7. OCLC 36156755.
- 2003, con Ricardo Sánchez: Culturas en juego: ensayos de antropología del deporte en España. Ed. Icaria. ISBN 84-7426-659-9. OCLC 54670491. Consultado el 5 de septiembre de 2022.
- 2008, con Marcelo Álvarez: Identidades en el plato: el patrimonio cultural alimentario entre Europa y América. Ed. Icaria. ISBN 978-8-4742-6970-3. Consultado el 5 de septiembre de 2022.
- 2009, con Ricardo Ávila e Igor de Garine: Food, Imaginaries, and Cultural Frontiers: Essays in Honour of Helen Macbeth (en inglés). Universidad de Guadalajara. ISBN 978-6-0745-0142-1. OCLC 144588264.
- 2015, vvaa: Alimentación y migraciones en Iberoamérica. Ed. Icaria. ISBN 978-8-4742-6970-3. Consultado el 5 de septiembre de 2022.
- 2017, con Lorenzo Mariano Juárez y Julián López García: Comida y mundo virtual: Internet, redes sociales y representaciones visuales. ISBN 978-84-9116-726-6. OCLC 1140357238.
- 2018, con Mª del Pilar Leal: Gastronomía y turismo en Iberoamérica. ISBN 978-84-17140-51-9. OCLC 1078650152.
- 2021, con Pere Parramon: Juego de tronos: realidades, ficciones, turismos. Ediciones de la Universidad de Castilla-La Mancha. ISBN 978-84-17888-21-3. OCLC 1286272164. Consultado el 5 de septiembre de 2022.
- 2022, con David Conde Caballero y Lorenzo Mariano Juárez: Gastronomía, cultura y sostenibilidad: Etnografías contemporáneas. Ed. Icaria. ISBN 978-84-18826-24-5. OCLC 1306220736.

### Otras publicaciones
- Usuario de F. Xavier Medina en ResearchGate.
- Usuario de F. Xavier Medina en Dialnet.
- Usuario de F. Xavier Medina en Google Académico.